# Guy Scarpetta
Guy Scarpetta (ur. w 1946) – francuski eseista, pisarz, krytyk sztuki, dziennikarz w Le Monde Diplomatique. Wykładał literaturę i historię sztuki na uniwersytecie w Reims.